# 大久保忠順
大久保 忠順（おおくぼ ただより、安政4年4月26日（1857年5月19日） - 大正3年（1914年）5月11日）は、江戸末期の大名、明治から大正期の日本の政治家、華族。勲等爵位は勲三等子爵。
烏山藩大久保家の9代目の当主で、下野烏山藩第8代（最後）藩主、同藩初代知藩事、烏山県初代知事、貴族院の子爵議員などを歴任した。

## 経歴
第7代藩主大久保忠美の長男。母は側室・原田きぬ。先妻は慈光寺有仲の娘。後妻は稲垣長明の娘。子は大久保忠春（長男）、大久保忠誠（次男）、大久保忠篤（三男）、大久保忠邦（四男）、桜井忠正（五男）、娘（諫早家興夫人のち森俊六郎夫人）
元治元年（1864年）、父の死去に伴い8歳で襲封する。明治元年（1868年）11月21日に従五位下・佐渡守の官位を与えられる。明治2年（1869年）、版籍奉還により知藩事となる。同年華族に列す。
明治4年（1871年）、廃藩置県に伴い烏山県（現在の栃木県那須烏山市）知事となる。明治17年（1884年）7月8日、子爵を叙爵した。1890年（明治23年）7月10日、貴族院子爵議員に就任し、死去するまで在任した。
大正3年（1914年）、58歳で没した。

## 栄典
- 1914年（大正3年）5月10日 - 勲三等瑞宝章[5]

## 家族
父母
- 大久保忠美（父）
- 原田きぬ ー 側室（母）

妻
- 慈光寺晨子 ー 子爵慈光寺有仲の娘（前妻）
- 稲垣鉞子 ー 稲垣長明の娘（後妻）

子女
- 大久保忠春（長男）
- 大久保忠誠（次男）
- 大久保忠篤（三男）
- 大久保忠邦（四男）
- 桜井忠正（五男）
- 大久保朝子 ー 諫早家興夫人後に森俊六郎夫人